# Colaspis
Colaspis is een geslacht van kevers uit de familie bladkevers (Chrysomelidae).
De wetenschappelijke naam van het geslacht werd in 1801 gepubliceerd door Johann Christian Fabricius.

## Soorten
- Colaspis braxatibiae Blake, 1978
- Colaspis brownsvillensis Blake, 1975
- Colaspis corumbensis Blake, 1978
- Colaspis diduma Blake, 1975
- Colaspis ekraspedona Blake, 1978
- Colaspis flavantenna Blake, 1978
- Colaspis guatemalensis Blake, 1975
- Colaspis juxaoculus Blake, 1978
- Colaspis lampomela Blake, 1978
- Colaspis manausa Blake, 1978
- Colaspis paracostata Blake, 1978
- Colaspis purpurala Blake, 1978
- Colaspis shuteae Blake, 1975
- Colaspis spinigera Blake, 1975